# Marcel van der Linden

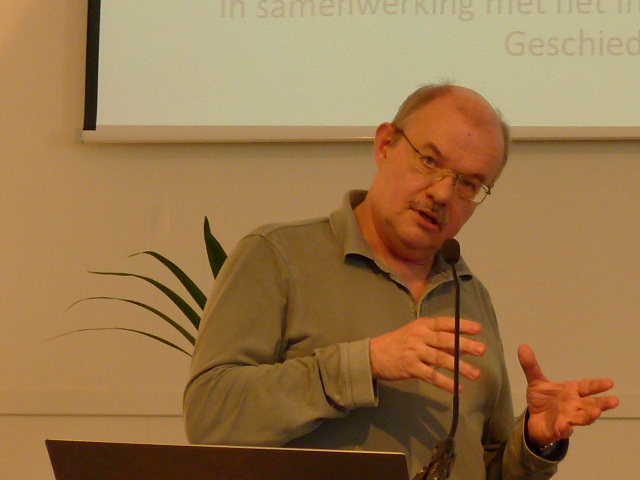
Marcel van der Linden, 2012

Marcel Marius van der Linden (* 1952) ist ein niederländischer Historiker. Er ist Forschungsdirektor am Internationalen Institut für Sozialgeschichte und Professor für die Geschichte der sozialen Bewegungen an der Universität von Amsterdam.

## Leben
Marcel van der Linden wurde 1952 in eine wohlsituierte niederländisch-deutsche Familie hineingeboren. Seine Kindheit und Jugend verbrachte er im katholischen Süden der Niederlande, in der Provinz Limburg. Dort besuchte er in Weert ein Gymnasium, in dem das Erlernen der alten Sprachen mit naturwissenschaftlichen Fächern kombiniert war, und bestand 1971 das Abitur. Danach nahm er ein Studium der Astrophysik an der Universität Utrecht auf. Im zweiten Semester erfolgte ein Wechsel an die dortige sozialwissenschaftliche Fakultät. Van der Linden ist einer der Mitbegründer des Utrechter Sozialistischen Soziologenbunds, der in Teilen ab 1973 in Kontakt zum Internationalen Kommunistenbund, der niederländischen Sektion der IV. Internationale stand. Van der Linden wurde zum Autor der Zeitschrift De Internationale sowie dem monatlich erscheinenden Magazin Klassenstrijd.
1978 beendet er sein Studium der Soziologie. Fortan war er als Lehrer im Bereich der Nationalökonomie tätig, wandte sich aber nach drei Jahren seiner Promotion zu.
Ab Oktober 1983 wurde er vom Internationalen Institut für Sozialgeschichte (IISG) angestellt. Er war dort für das Publikationsorgan International Review of Social History tätig. 1987 wurde er deren verantwortlicher Herausgeber.
1997 wurde Van der Linden zum Professor für Geschichte der Sozialbewegungen an der Universität Amsterdam ernannt. Von 2001 bis 2014 bekleidete Linden die Stelle des Forschungsdirektors des IISG.
Marcel van der Linden forscht zur Geschichte der europäischen und globalen Arbeiterbewegung und prägte seit den 1990er Jahren das Konzept der „Global Labor History“ – ein Paradigma, das sowohl die traditionelle Arbeiterbewegungsforschung, als auch die „New Labor History“ der 1960er Jahre um eine globale und transnationale Perspektive erweitern möchte.
Von 2005 bis 2010 amtierte er als erster Präsident der am 8. Juli 2005 in Sydney gegründeten International Social History Association mit Sitz in Amsterdam. 2009 erhielt van der Linden den Rene’ Kuczinsky Preis der International Conference of Labour and Social History (ITH). Im Juli 2014 wurde ihm der u. a. von der Ruhr-Universität Bochum verliehene Bochumer Historikerpreis zugesprochen.
Die Universität Oslo verlieh ihm 2008 den Ehrendoktor.

## Schriften (Auswahl)
als Autor (in englischer Sprache)
- Transnational Labour History. Explorations. Ashgate, Aldershot 2003. ISBN 0-7546-3085-4
- Workers of the World. Essays toward a Global Labor History (= Studies in global social history, 1) Brill, Leiden 2008. ISBN 978-90-04-16683-7.
- Western Marxism and the Soviet Union. A Survey of Critical Theories and Debates since 1917. Haymarket, Chicago 2009. ISBN 978-1-931859-69-1.
- The World Wide Web of Work. A history in the making, UCL Press, London 2023 (Open Acess).

als Autor (in deutscher Sprache)
- Socialisme ou barbarie. Eine französische, revolutionäre Gruppe 1945–1965. bahoe books, Wien 2013 (zuerst englisch, 1997, Volltext).
- Workers of the World. Eine Globalgeschichte der Arbeit. Campus Verlag, Frankfurt 2017 ISBN 978-3-593-43548-0.
- „... erkämpft das Menschenrecht“. Vom Aufstieg und Niedergang klassischer ArbeiterInnenbewegungen, Promedia, Wien 2024, ISBN 978-3-85371-537-6.

Aufsätze (in deutscher Sprache)
- Kriegsbegeisterung und mentale Kriegsvorbereitung. Interdisziplinäre Studien (= Beiträge zur politischen Wissenschaft. Bd. 61). Duncker & Humblot, Berlin 1991, ISBN 3-428-07130-1.
- Global Labor History, in: JahrBuch für Forschungen zur Geschichte der Arbeiterbewegung, Heft I/2010.

als Herausgeber (in deutscher Sprache)
- (mit Karl Heinz Roth) Über Marx hinaus. Arbeitsgeschichte und Arbeitsbegriff in der Konfrontation mit den globalen Arbeitsverhältnissen des 21. Jahrhunderts. Assoziation A, Berlin 2009, ISBN 978-3-935936-80-4.
- Grenzüberschreitende Arbeitergeschichte. Konzepte und Erkundungen. 45. Linzer Konferenz der „International Conference of Labour and Social History“, 10.–13. September 2009. Akademische VA, Leipzig 2010, ISBN 978-3-931982-68-3.